# ميجان هيفيرن
ميجان هيفيرن (بالإنجليزية: Meghan Heffern)‏ (ولدت في 3 أكتوبر 1983 في ادمونتون ، البرتا) هي ممثلة كندية.وتقيم حالياً في تورونتو، أونتاريو، كندا.

## قائمة الأفلام
- Intern Academy (2004)
- The Fog (2005)
- Insecticidal (2005)
- Whistler (2006)
- Flight 93 (2006)
- American Pie Presents: Beta House (2007)
- Chloe (2009)

## وصلات خارجية
- ميجان هيفيرن على موقع IMDb (الإنجليزية)
- ميجان هيفيرن على موقع ألو سيني (الفرنسية)
- ميجان هيفيرن على موقع أول موفي (الإنجليزية)
- ميجان هيفيرن على موقع قاعدة بيانات الفيلم (الإنجليزية)
- ميجان هيفيرن على موقع كينوبويسك (الروسية)